# Canton de Kuma
Le canton de Kuma est situé dans la préfecture du Kloto, au Togo, à la frontière du Ghana, à environ 125 kilomètres de la capitale togolaise, Lomé.

## Géographie

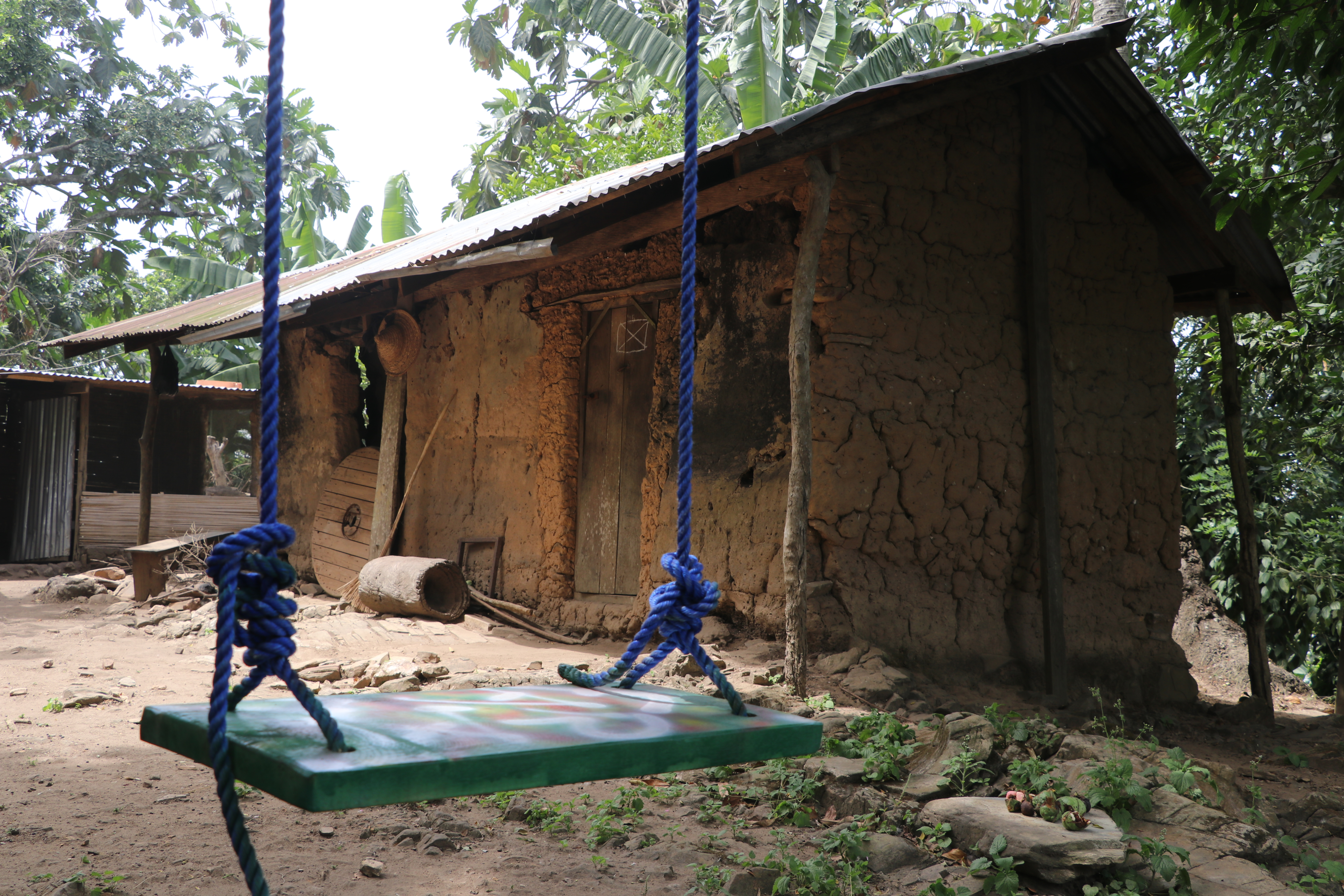
Petite ferme dans la montagne.

Le canton de Kuma est limité au nord et à l’est par le canton de Kpimé, à l’est par le Canton de Yokélé, au sud par les Cantons d’Agomé-Yoh et d’Agomé-Kpalimé, et à l’ouest par la frontière avec le Ghana. 
Son relief est constitué d'un vaste plateau et de montagnes arborées. Sa superficie est d’environ 43 kilomètres carrés.

### Hydrographie
Kuma est arrosé abondamment par plusieurs rivières qui prennent leurs sources dans les monts Kuma et se jettent dans la rivière Aka qui se dirige ensuite vers Agome-Tomegbe et le Ghana. « Tokpli », en langue Ewé, signifie « là où les eaux se rejoignent »... 

### Climat
Le canton de Kuma est situé dans une zone humide et son climat, très particulier pour le Togo, est bien plus frais et « tempéré » que celui de Lomé. Il comporte deux saisons pluvieuses et deux saisons sèches. La grande saison pluvieuse va de mai à juillet, tandis que la petite saison pluvieuse va de septembre à novembre. La grande saison sèche — l'harmattan — va de décembre à mars, la petite saison sèche se situe en août.

## Population
La population de Kuma a pour origine essentielle la cité de Notsé, que des habitants ont quittée au XVIIe siècle, sous le règne d’Agokoli. Cette population Ewé s'est établie sur un plateau situé à une quinzaine de kilomètres de la ville actuelle de Kpalimé, qui est aujourd'hui le chef-lieu de la préfecture de Kloto.
Kuma étant une région rurale peu organisée du point de vue administratif, il est difficile de donner des chiffres exacts relatifs à sa population. Un recensement s’est tenu en 2011, mais les données de ce recensement n'ont pas encore été publiées. Il est probable que la population soit aujourd'hui proche des 10 000 habitants.
En 2004, les chiffres étaient comme suit :
- nombre d’habitants : 8 286 ;
- nombre de ménages : 1 657 ;
- taille moyenne des ménages : cinq.

La population est regroupée en dix villages : Kuma Tokpli (le chef-lieu), Kuma Bala, Kuma Apoti, Kuma Apeyeyemé, Kuma Konda, Kuma Adamé, Kuma Dunyo, Kuma Dovota, Kuma Tsamé et Kuma Totsi.

### Religions
En 2004, la population de Kuma comptait 40,8 % de catholiques, 26,2 % de protestants, 5,6 % de musulmans, tandis que 15,6 % de la population pratiquait d'autres religions.

### Éducation
Des écoles primaires (cours élémentaire) sont accessibles aux enfants de tous les villages de Kuma. Le canton compte aussi quatre collèges (à Tokpli, Bala, Apeyeyemé et Adamé) et un lycée officiel (le lycée de Kuma), ainsi qu'un petit lycée privé (Le Guide) situé à Adamé. Kuma Tokpli dispose d'un centre informatique (le CIK) ouvert à tous les jeunes de Kuma. Le réseau de téléphonie sans fil (GSM) est accessible à partir de tous les villages. Depuis juillet 2018, plusieurs des villages de Kuma ont accès à l'internet via le réseau 3G.

## Activités économiques

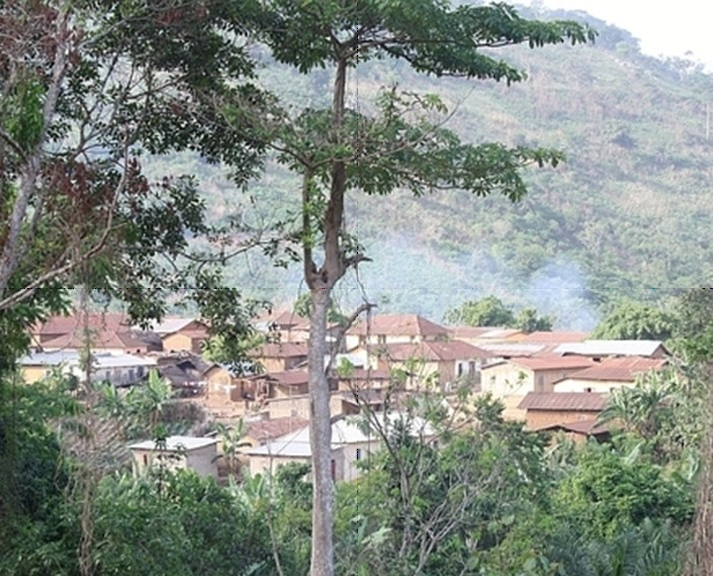
Vue partielle du village de Kuma Tokpli.

L’économie du Canton de Kuma repose essentiellement sur l’agriculture, autour de laquelle gravitent quelques activités commerciales, artisanales et touristiques.
Le secteur agricole emploie environ 80 % de la population. Les productions dont la population tire un maigre revenu sont le café et le cacao. Des productions vivrières assurent la subsistance des familles : céréales (maïs), tubercules (igname et manioc) et légumineuses (haricots). La région, assez fertile, permet aussi la culture de fruits (banane, banane plantain, ananas, orange, mandarine…). Les autres activités économiques concernent la commercialisation des produits vivriers, l’artisanat et, plus marginalement, le tourisme.
Les montagnes de Kuma abritent un très grand nombre d'insectes, dont une très grande variété de papillons multicolores...  
L’électrification progressive des dix villages (Tokpli est relié au réseau électrique national depuis septembre 2012), favorise le développement de nouvelles activités économiques dans le canton et aide à relever le niveau de vie de la population.

### Sites touristiques
Quelques sites remarquables attirent les touristes : la grotte aux chauves-souris, le château présidentiel, le campement de Kloto, la « Météo », le « Sous-marin » (lieu de baignade, cascade)...